# Mezzani
Mezzani (Amzan [amˈzaŋ] o Mzan [mzaŋ] in dialetto parmigiano) è un municipio del comune italiano di Sorbolo Mezzani, in provincia di Parma, già Comune sparso fino al 31 dicembre 2018 di 3 197 abitanti nella parte orientale della bassa parmense ed era parte dell'Unione Bassa Est Parmense, a seguito della fusione con Sorbolo del 1º gennaio 2019 ha dato vita al nuovo comune che porta entrambi i nomi. Il palazzo municipale, situato a Casale, oggi è sede sussidiaria del nuovo ente.

## Geografia fisica

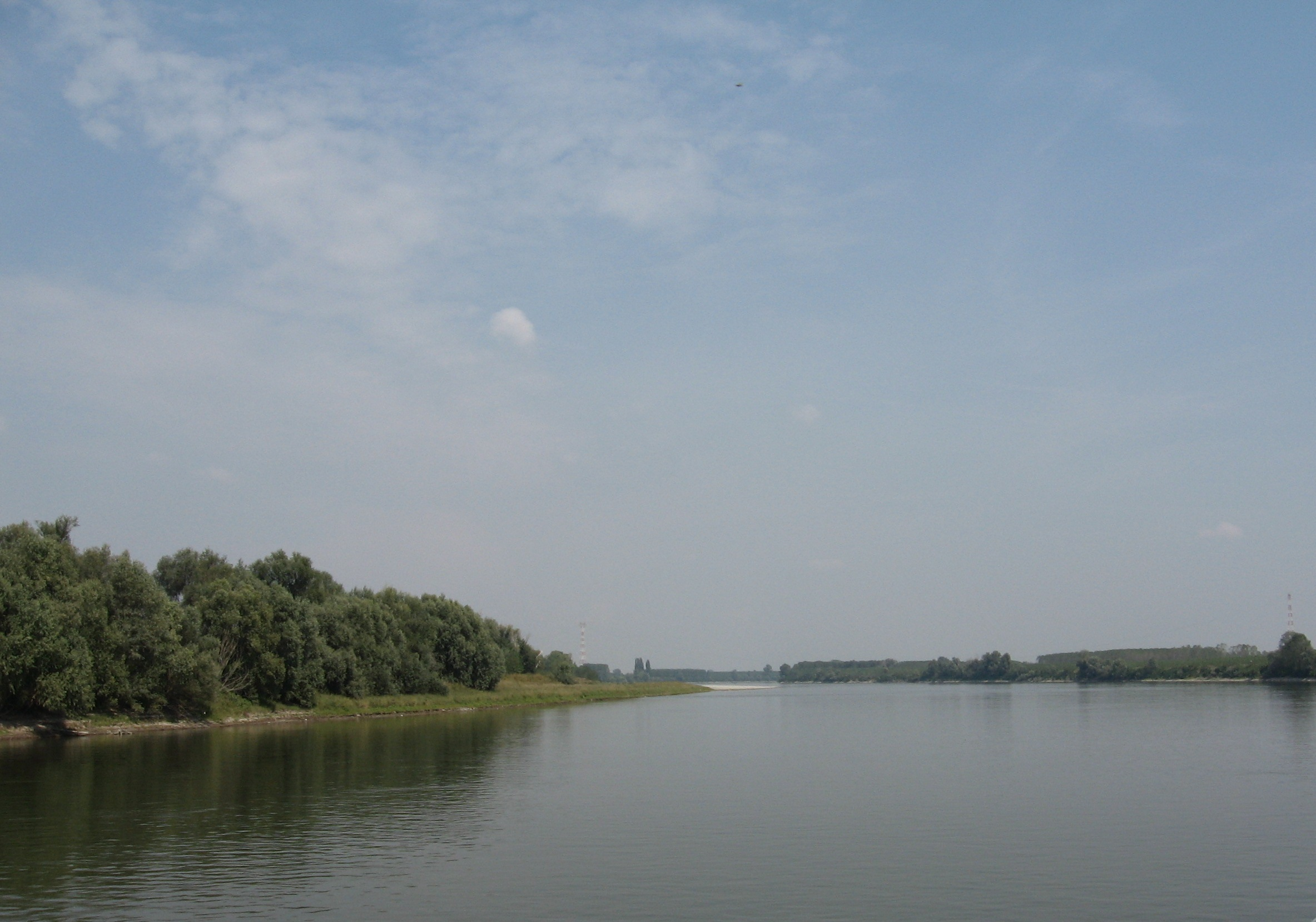
Il Po a Mezzani

### Territorio
Il territorio si trova all'estremità nordorientale della provincia di Parma, al confine con tre province: Reggio Emilia, Mantova, Cremona, situato al centro della Pianura Padana nell'area meno elevata chiamata Bassa o più localmente a livello provinciale Bassa parmense. È attraversato dal torrente Parma a ovest che sfocia nel Po a poca distanza da Mezzano Superiore, dal torrente Enza che segna per qualche chilometro il confine orientale con la provincia di Reggio Emilia e si getta in Po nei pressi di Brescello, dal canale Parmetta che delimita il confine meridionale col comune di Sorbolo e dalla Parma morta, letto abbandonato del torrente Parma avente oggi le dimensioni di un canale.
Una piccola porzione del territorio si trova oltre il fiume Po: l'Isola di Fossacaprara che è oggi praticamente congiunta con la riva lombarda appartiene in parte a Mezzani. Un'ampia fascia settentrionale rientra nella golena del Po, questa zona è scarsamente popolata e ad uso prevalentemente agricolo. La zona più vicina al corso d'acqua non è protetta da argini ed è detta golena aperta, qui si trovano residui di vegetazione spontanea (principalmente saliceti) e lanche, molto diffusa è la pioppicoltura, le abitazioni sono assenti. Spostandosi dall'alveo fluviale in direzione dell'argine maestro si incontrano alcuni argini consortili che difendono e delimitano le golene chiuse. In esse il fertile terreno ospita un'agricoltura intensiva e sono presenti abitazioni sparse. I principali consorzi golenali del comune sono: a destra del Parma, quelli delle Ghiare Bonvisi e di Bocca d'Enza mentre quello di Mezzano Rondani si trova alla sinistra del torrente.
I centri abitati sono protetti dall'argine maestro e sorgono su dossi fluviali del Po, su di essi sono ubicate anche le vie di comunicazione storiche. L'altezza media della zona dei dossi è sui 27 – 26 m s.l.m. Più a sud il territorio comunale è invece costituito da un ambiente vallivo in cui in passato era frequente il ristagno delle acque. Gli interventi di bonifica occorsi tra fine '800 e inizi del '900 hanno permesso anche in questi terreni un'agricoltura intensiva e l'insediamento di abitazioni sparse. Queste aree più depresse hanno un'altezza che varia dai 25 ai 24 m s.l.m..

### Clima
Il clima è tipicamente temperato-continentale. Gli inverni sono moderatamente rigidi con temperature minime spesso al di sotto dello zero e poco piovosi. Le estati sono calde ed afose nei mesi di luglio e agosto, con temperature che possono raggiungere i 35 °C e con precipitazioni a carattere temporalesco. Le primavere e gli autunni sono generalmente piovosi. In autunno è frequente il fenomeno della nebbia. Durante i mesi invernali, le precipitazioni possono essere nevose che in alcuni casi, possono anche produrre notevoli accumuli al suolo (circa 60 cm nel caso della tempesta "Big Snow" del febbraio 2015).
La temperatura media del mese più freddo, gennaio, si attesta a +2,1 °C; quella del mese più caldo, agosto, è di circa +23,7 °C. Le precipitazioni medie annue si attestano a 829 mm, con minimi relativi in estate e in inverno, picco massimo in autunno e massimo secondario in primavera. Il mese più piovoso è novembre con una media di 93 mm, il più secco è il mese di luglio con una media di 49 mm. Il regime pluviometrico è generalmente caratterizzato da due massimi e due minimi: il massimo assoluto è localizzato nel periodo tra ottobre e novembre, l'altro picco seppure in misura minore si ha tra aprile e maggio. Il minimo assoluto è invece localizzato nel mese di luglio, altro periodo con piogge minori è tra gennaio e febbraio.
| Mezzano Inferiore (1950-2000) Brescello (1988-2004) | Mesi | Mesi | Mesi | Mesi | Mesi | Mesi | Mesi | Mesi | Mesi | Mesi | Mesi | Mesi | Stagioni | Stagioni | Stagioni | Stagioni | Anno |
| Mezzano Inferiore (1950-2000) Brescello (1988-2004) | Gen  | Feb  | Mar  | Apr  | Mag  | Giu  | Lug  | Ago  | Set  | Ott  | Nov  | Dic  | Inv      | Pri      | Est      | Aut      | Anno |
| --------------------------------------------------- | ---- | ---- | ---- | ---- | ---- | ---- | ---- | ---- | ---- | ---- | ---- | ---- | -------- | -------- | -------- | -------- | ---- |
| T. max. media (°C)                                  | 6,2  | 10,2 | 15,9 | 18,1 | 23,4 | 26,8 | 30,1 | 30,3 | 24,7 | 18,7 | 11,0 | 6,0  | 7,5      | 19,1     | 29,1     | 18,1     | 18,5 |
| T. min. media (°C)                                  | −1,5 | −1,1 | 2,6  | 6,1  | 11,3 | 14,9 | 16,8 | 17,0 | 12,3 | 9,4  | 3,8  | −0,6 | −1,1     | 6,7      | 16,2     | 8,5      | 7,6  |
| Precipitazioni (mm)                                 | 56   | 56   | 65   | 77   | 72   | 64   | 49   | 66   | 70   | 93   | 93   | 68   | 180      | 214      | 179      | 256      | 829  |

## Origini del nome
La parola Mezzano con i suoi derivati, deriva dal latino medianus il cui significato è che sta in mezzo. Si tratta di un nome che in passato veniva spesso attribuito alle isole fluviali del Po, tant’è vero che oggi lungo le sponde del fiume vi sono diversi centri abitati con questa denominazione (Mezzana Bigli, Mezzanino, Mezzana Rabattone). Il nome del comune deriva da quello di tre delle sue frazioni, è quindi una denominazione cumulativa che identificava l’ente territoriale e non una specifica località.

## Storia

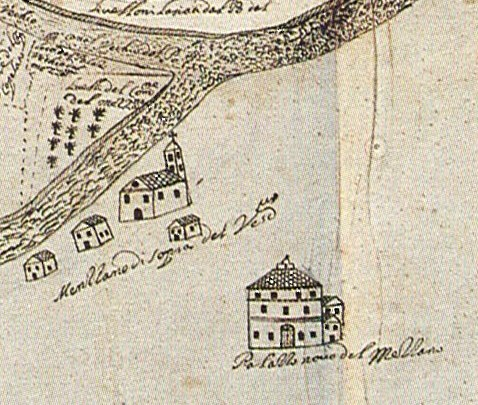
Mezzano Superiore e il palazzo del Vescovo particolare di un disegno del XVII secolo

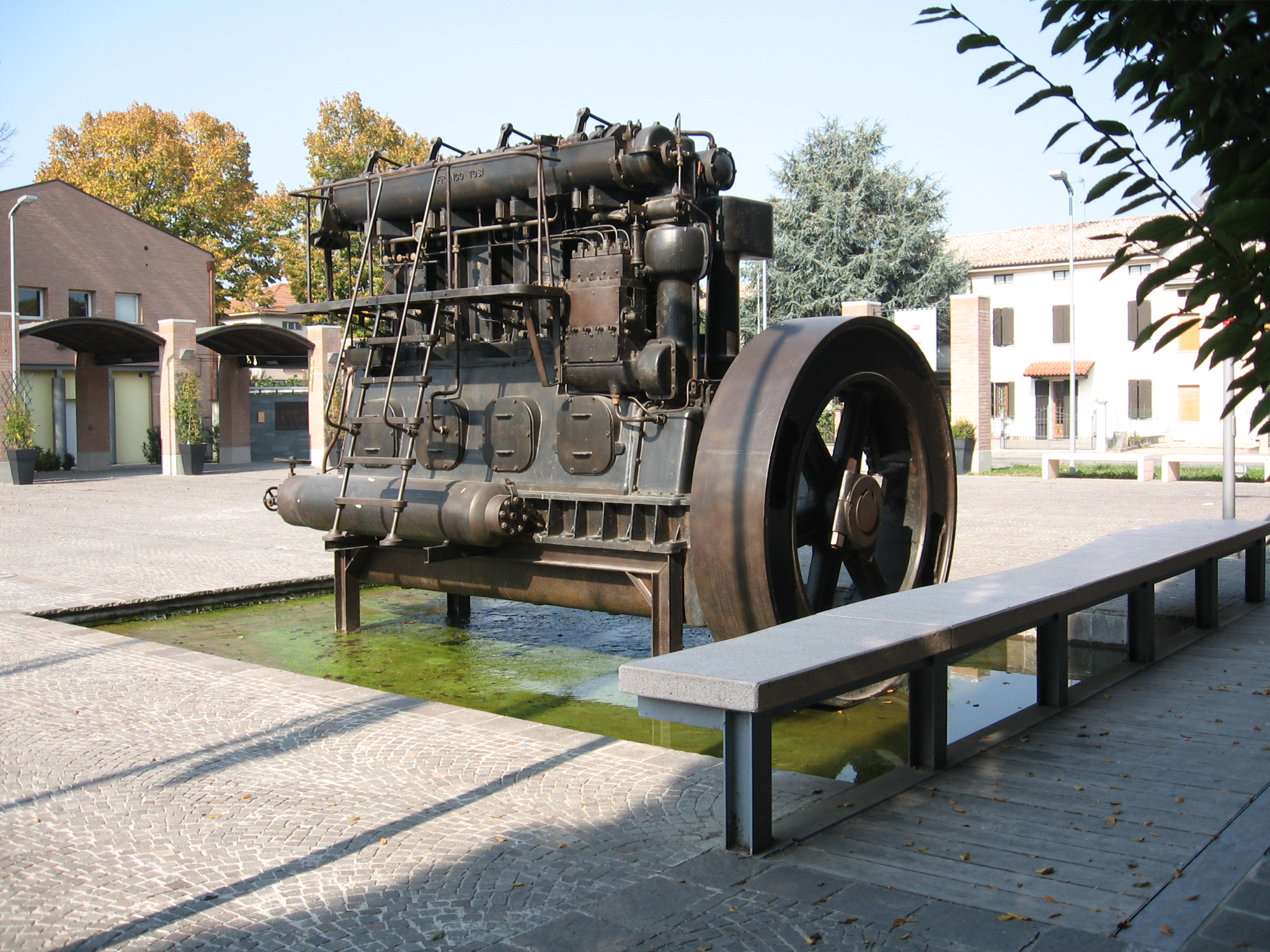
"al machinón ": il primo motore dell'impianto idrovoro ora esposto in piazza Belli a Mezzano Inferiore

La maggior parte del territorio comunale prese forma durante il periodo medievale traendo origine da isole del Po dette appunto Mezzani. La prima terra a formarsi fu Casale, fondato su un'isola del Po esistente già nell'890, che sarà congiunta più tardi alla sponda destra poiché il fiume si era spostato più a nord.
L'imperatore Carlo il Grosso nell'880 concesse al Vescovo di Parma le rive dei fiumi Po, Parma, Enza e Taro e le isole che si trovavano in essi. Per tale motivo, Mezzano Superiore e Inferiore formatesi come isole del Po divennero possedimenti dell'episcopato parmense. L'epoca della loro formazione non è certa, tuttavia nel 1131 esisteva già un primo Mezzano che corrispondeva all'attuale Superiore, l'Inferiore si formò posteriormente al 1306.
Mezzano Rondani sorse sulla riva lombarda del Po. Nel XV secolo dopo una grossa alluvione che aveva interessato l'area tra Casalmaggiore e Fossacaprara il fiume si spostò verso nord e il paese si trovò su un'isola. Più tardi venne unito con la riva parmigiana.
Mazzabue, già territorio paludoso di proprietà vescovile, nel 1291 venne acquistato, fatto bonificare e mettere a coltura dal cardinale Gerardo Bianchi. Questi terreni furono donati dal Bianchi alla prebenda del Battistero di Parma e successivamente all'abbazia di San Martino dè Bocci.
Mentre Mezzano Rondani, Casale e Mazzabue fecero parte della giurisdizione ducale, Mezzano Inferiore e Superiore furono da sempre territori del Vescovo di Parma che a Mezzano Superiore aveva un palazzo in cui dimorava durante le sue visite. L'episcopato parmense concesse alla popolazione del luogo diversi privilegi fiscali.

Dopo diversi tentativi, nel 1763 i Duchi di Parma, riuscirono ottenere dal Vescovo la rinuncia alla propria signoria secolare sui territori dei due Mezzani. La popolazione dei due paesi privata dell'autonomia e dei privilegi di cui aveva goduto fino ad allora, si rifiutò di giurare fedeltà al Duca Filippo I di Parma. La situazione fu risolta con l'intervento dei dragoni ducali.
Nel 1861 Mezzani col Ducato di Parma entrò a far parte del Regno d'Italia.
Verso la fine dell'800 iniziò un acceso dibattito sull'opportunità di effettuare opere di bonifica per rendere sfruttabili dall'agricoltura i terreni della zona meridionale del comune. Nel 1905 venne costituito il Consorzio di bonifica Parma/Enza, ma sarà solo tra il 1910 e il 1911 che verranno effettuati i lavori che vedranno tra l'altro lo spostamento verso sud del cavo Parmetta e l'edificazione di una centrale idrovora a Bocca d'Enza.
Nel corso della seconda guerra mondiale diversi mezzanesi presero parte alla resistenza partigiana, per i sacrifici sostenuti dai suoi abitanti il comune è stato insignito della Medaglia di bronzo al valor militare.
Nel 1964 vi venne aggregata la borgata di Quadra Cantarano, già parte del comune di Sorbolo.

### Simboli
in campo blu, scudo azzurro con all'interno ponte a tre archi sopra i tre fiumi locali (Po – Parma – Enza) e sormontato da due cornucopie incrociate, il tutto sormontato da corona e racchiuso tra due rami di quercia e alloro.»
(Stemma, Art. 5 comma 1, Statuto Comunale)
La blasonatura è la seguente:
di verde al ponte d’argento a tre arcate, attraversate da tre fiumi al naturale, caricate di due cornucopie d’oro, passanti in decusse ricolme di frutti e foglie al naturale. Ornamenti esteriori da Comune. R.D. del 3 luglio 1942.

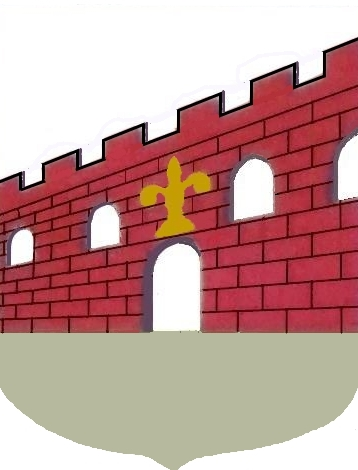
vecchio stemma del comune

Esistono due versioni dello stemma comunale e del relativo gonfalone. Nello stemma originario campeggiano, su terreno verde, le mura rosse di un castello la cui porta è sormontata da un giglio d'oro.
Il castello ricorda il castello di Felino permutato al vescovo di Parma in cambio del passaggio dei Mezzani al Ducato di Parma, ma potrebbe anche trattarsi del castello fatto erigere dal presule per difendere i suoi possedimenti dalle compagnie di ventura. Il giglio d'oro dei Borbone ricorda sempre la cessione dei Mezzani ai Duchi di Parma.
Il campo verde su cui insiste il castello rappresenta la fertile e pianeggiante campagna del territorio comunale. Nello stesso stemma erano originariamente presenti righe orizzontali azzurre che simboleggiavano Mezzano Superiore e righe verticali rosso oro rappresentanti Mezzano Inferiore. Tali linee oggi non sono però più riconoscibili nel vecchio gonfalone esposto nella sala consiliare del comune.
Nel 1937 venne scelto un nuovo stemma, quello attuale, in cui è rappresentato un ponte che scavalca tre corsi d'acqua, si tratta di Parma, Po ed Enza, i fiumi che attraversano il territorio di Mezzani. Il ponte è sovrastato da due cornucopie.

### Onorificenze
Il Comune di Mezzani è tra le città decorate al valor militare per la guerra di Liberazione, insignito della medaglia di bronzo al valor militare per i sacrifici delle sue popolazioni e per l'attività svolta nella lotta partigiana durante la seconda guerra mondiale, con la seguente motivazione:

## Monumenti e luoghi d'interesse

### Architetture religiose

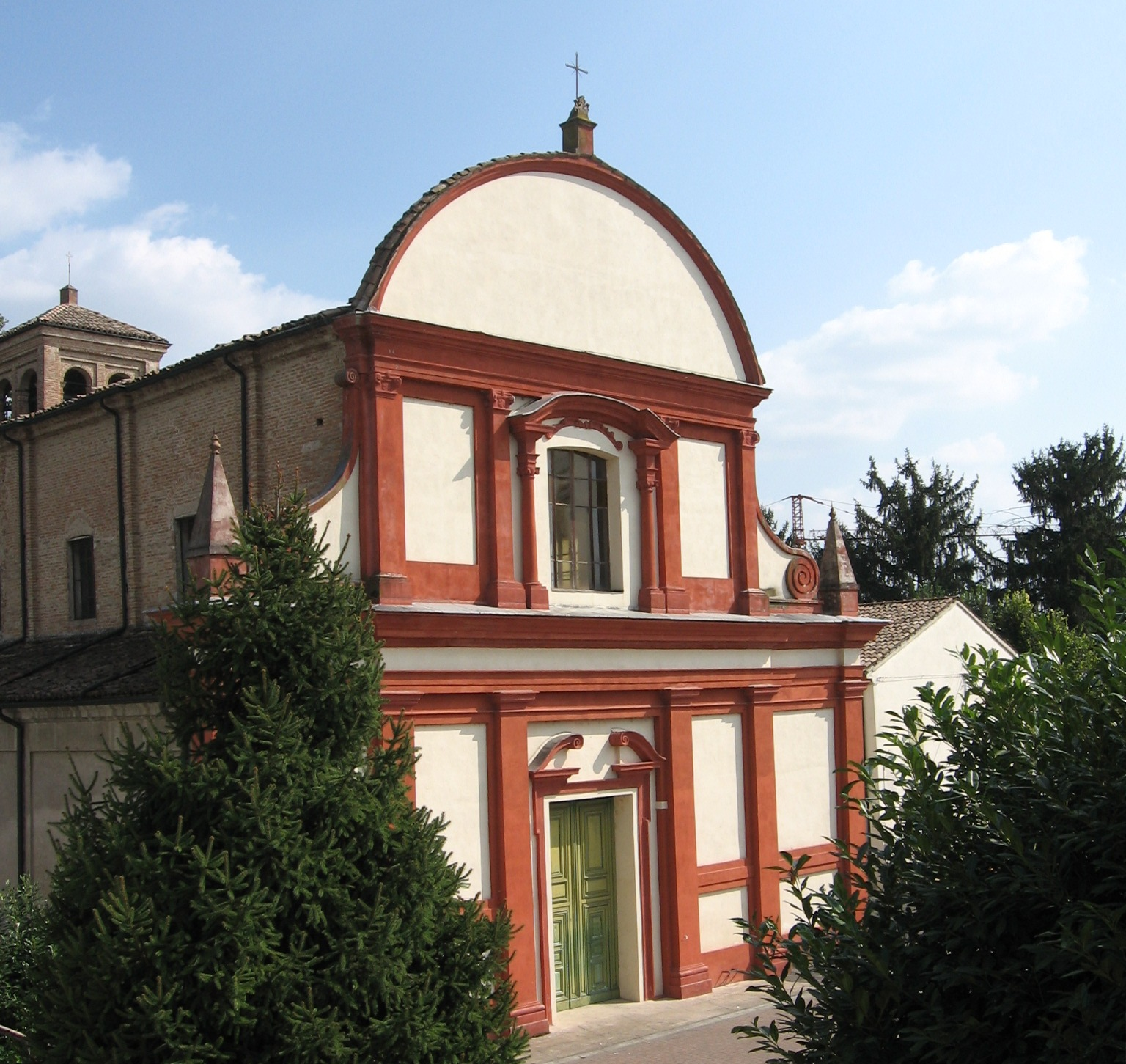
La chiesa di Mezzano Superiore

#### Chiesa di San Michele (Mezzano Superiore)
Una prima chiesa fu eretta nel XII secolo. Fu poi riedificata in una posizione più avanzata rispetto alla precedente quindi consacrata dal Vescovo Sagramoro Sagramori nel 1479, come testimonia una pietra erratica visibile in canonica. Il campanile fu sopraelevato nel 1664. Il corpo dell'edificio fu rinnovato tra il 1694 e il 1736, su progetto dell'architetto Giuliano Mozzani che, tuttavia, mantenne inalterato il preesistente prospetto della facciata. Lo stile del fronte della chiesa, caratterizzato da un ampio timpano tondo e da coppie di volute di raccordo, risale al XVII secolo.

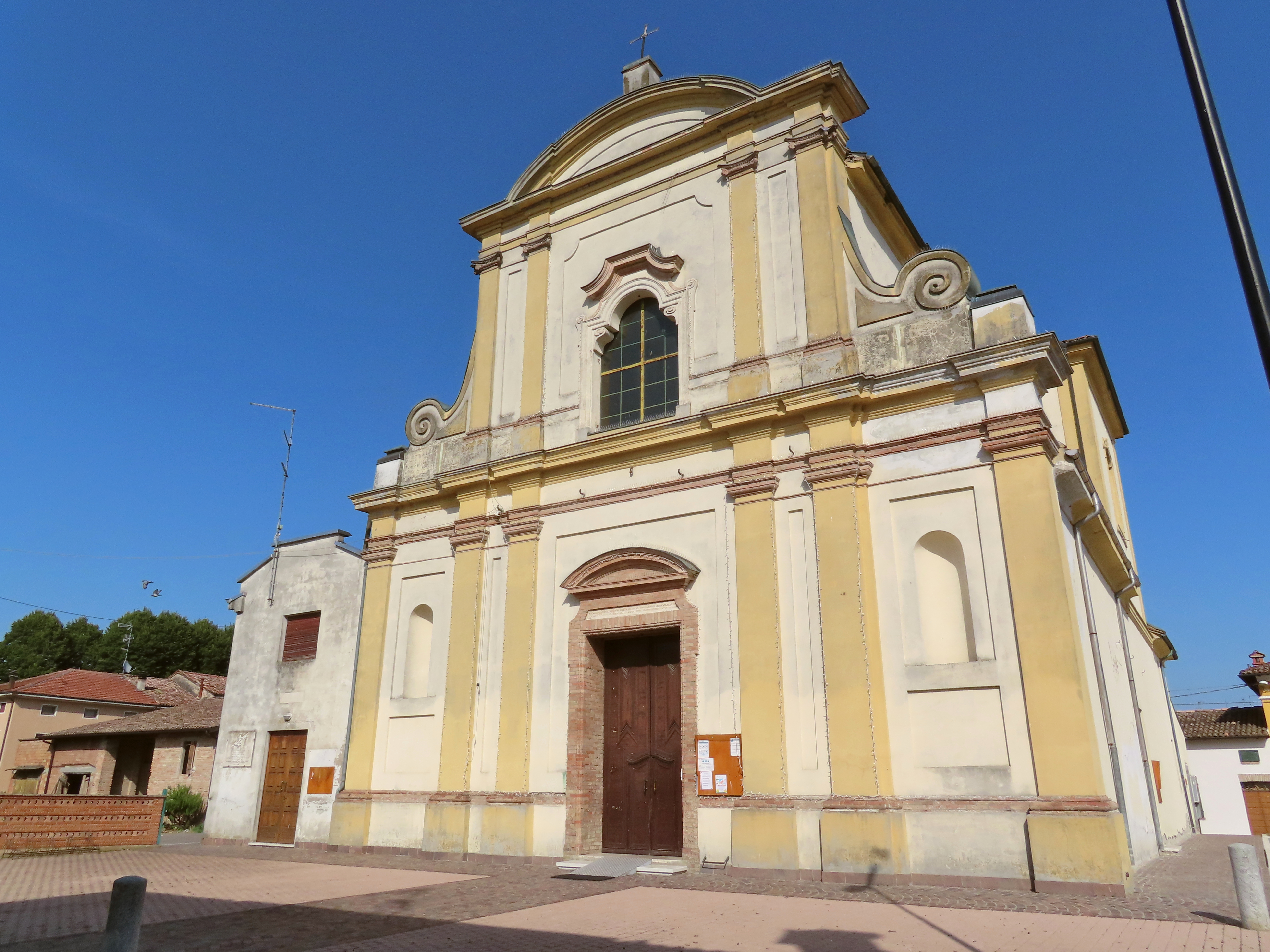
La chiesa di Mezzano Inferiore

#### Chiesa di Santa Maria Nascente (Mezzano Inferiore)
La chiesa parrocchiale di Mezzano Inferiore fu edificata una prima volta nel 1563. Fu poi ricostruita tra il 1754 e il 1779 su progetto del Bettoli. All'interno si trovano un organo costruito da Cavalletti nel 1829 e un interessante altare maggiore in marmo intarsiato del 1799.

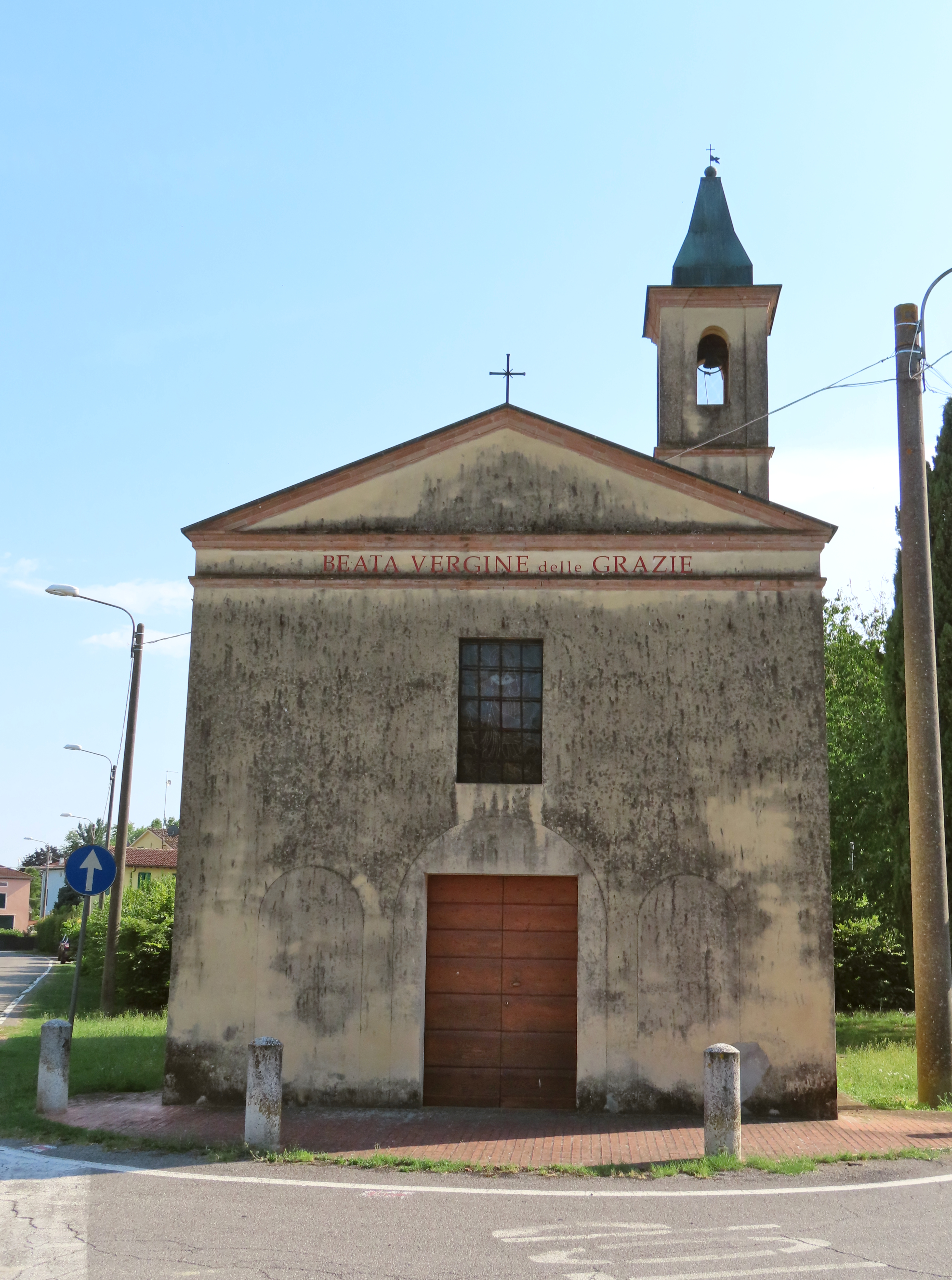
L'oratorio del "Borghetto"

#### Oratorio della Beata Vergine delle Grazie (Mezzano Inferiore)
Si trova in località Borghetto all'incrocio tra via Pertini (già via "Borghetto") e via Toscanini. L'edificio ha pianta rettangolare con facciata a capanna e cornicione a sguscio. L'interno presenta un volto a vele incrociate.

#### Chiesa di Santa Maria Annunziata (Mezzano Rondani)

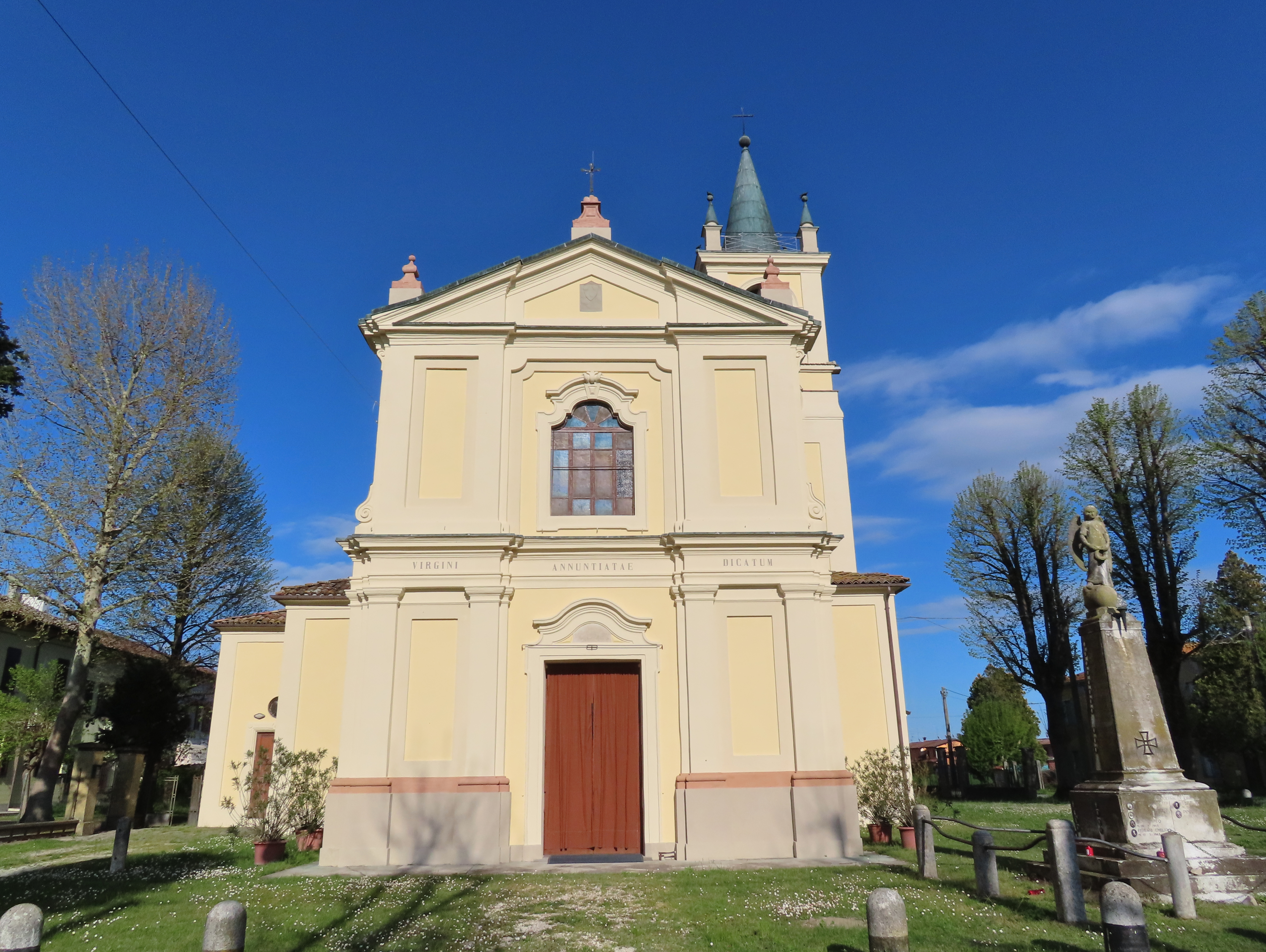
La chiesa di Mezzano Rondani

La parrocchiale di Mezzano Rondani, situata nel comune di Colorno, fu edificata tre volte. La prima chiesa,  andò persa col distacco del paese dalla sponda casalasca alla fine del XIV secolo. La seconda costruita poco dopo fu resa pericolante da un'inondazione del 1733. Fu successivamente riedificata nel 1745.

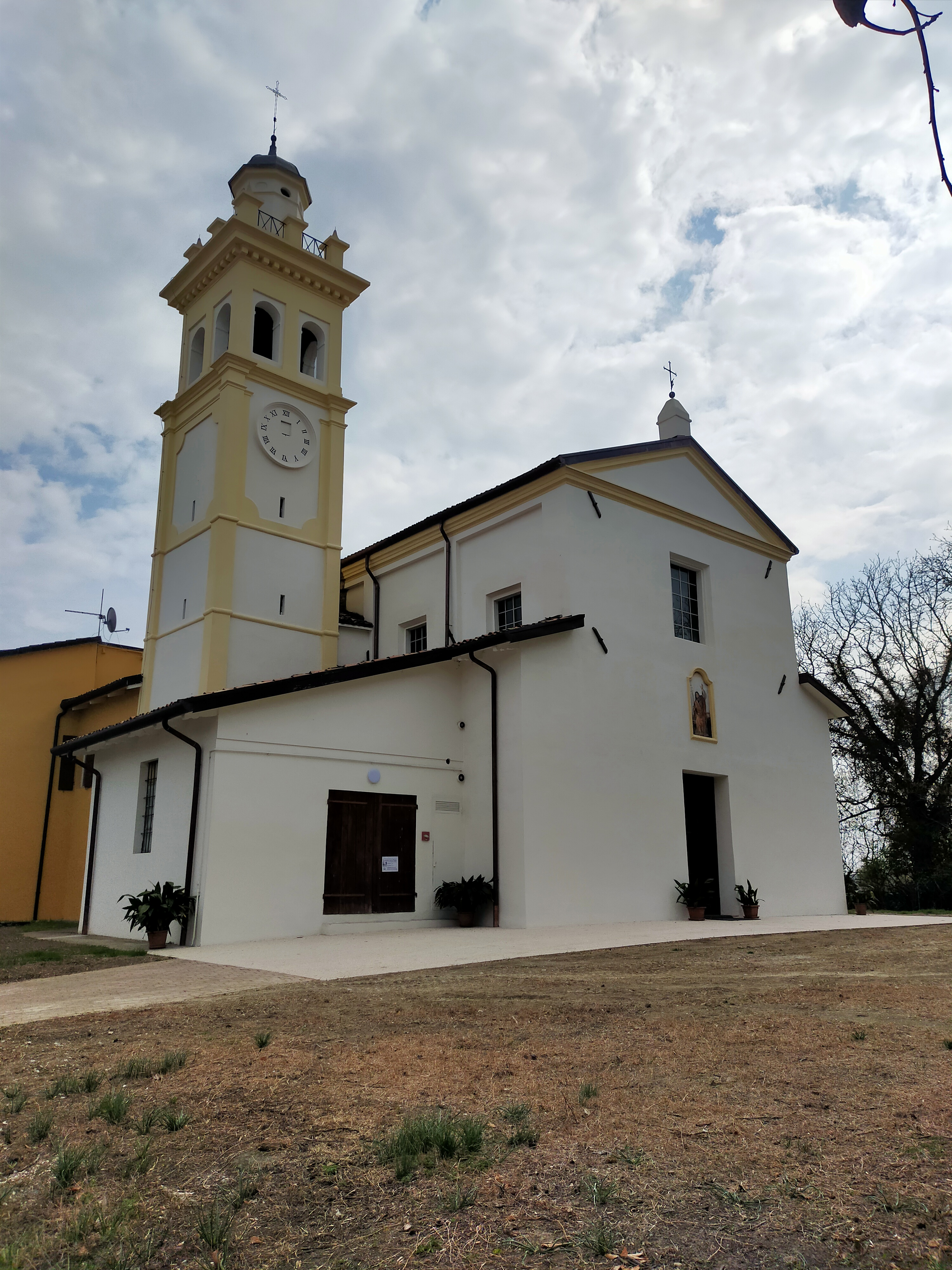
La chiesa di Casale

#### Chiesa di San Silvestro (Casale)
Si hanno notizie di una prima chiesa già da una bolla di papa Lucio II del marzo 1144 in cui viene citata come proprietà del monastero di San Giovanni: Ecclesima Sancti Silvestri de insula. Quella attuale fu eretta in seguito sulle fondamenta della preesistente intorno alla metà del XVIII secolo; in essa sono ancora oggi visibili alcune tracce dell'edificio medievale. È rimasta danneggiata dall'evento sismico del 25 gennaio 2012.

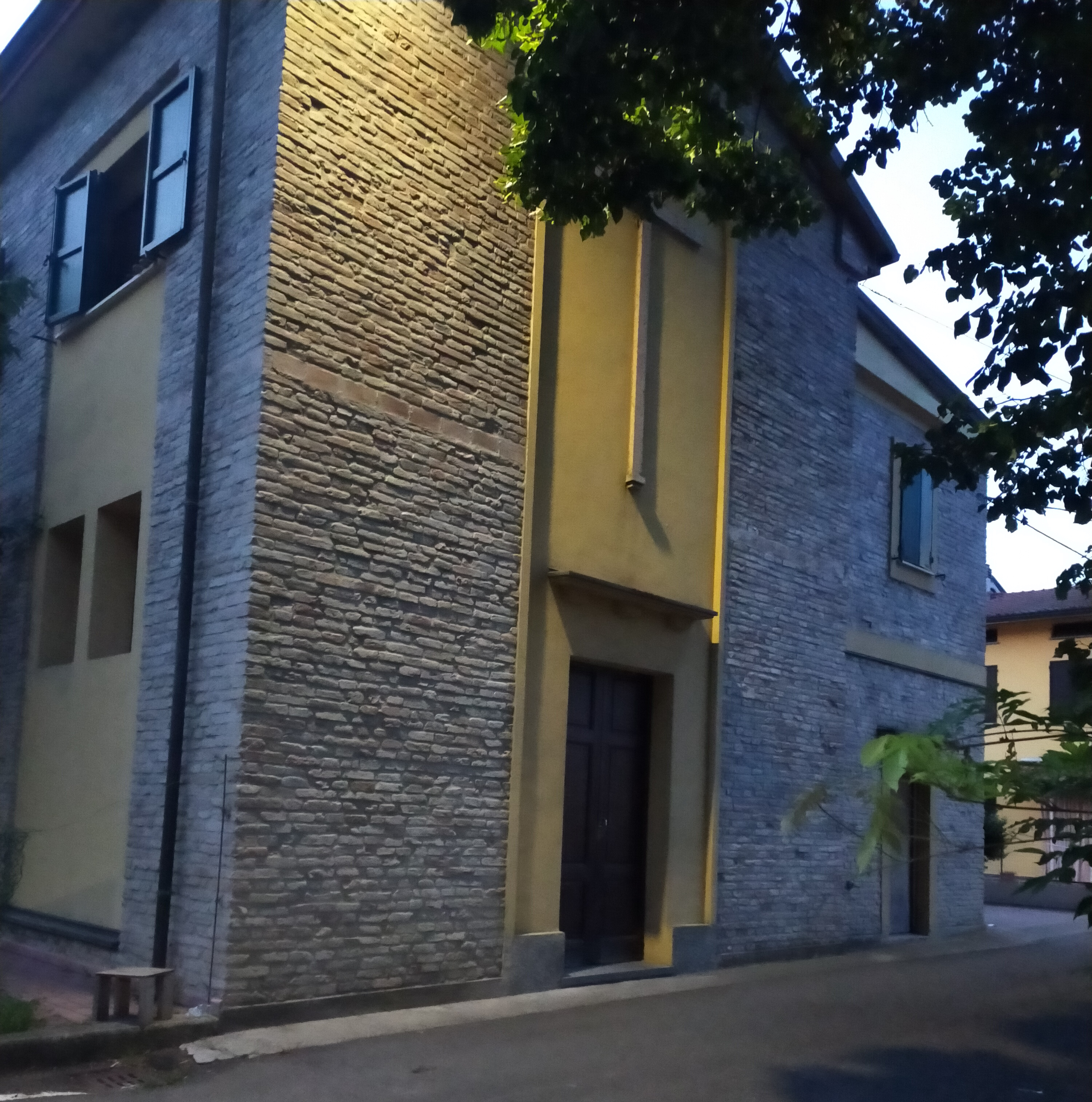
Chiesa evangelica di Mezzano Inferiore

#### Chiesa evangelica (Mezzano Inferiore)
Fu edificata nel secondo dopoguerra dalla comunità evangelica metodista, fondata nella seconda metà del XIX secolo.

### Architetture civili

#### Palazzo del Vescovo (Mezzano Superiore)
Voluto da mons. Ferdinando Farnese (Vescovo di Parma dal 1573 al 1606) non fu mai terminato, ma da alcuni disegni del XVI secolo sarebbe dovuto diventare grandioso. Oggi è utilizzato come abitazione privata.

#### Municipio (Casale)
Fu edificato nella seconda metà del XIX secolo
, quando fu deciso di spostare la sede comunale da Mezzano Inferiore alla località Parmetta di Casale. Realizzato in due fasi successive, presenta una facciata in stile neoclassico con quattro lesene intersecate da una fascia marcapiano. Le due lesene centrali sorreggono un frontone triangolare. Sul lato destro dell’edificio sono poste due lapidi commemorative dei mezzanesi caduti durante i conflitti dal XIX secolo a oggi e una a ricordo di Angelo Maria Cantoni, concittadino che prese parte alla Spedizione dei mille. Su un'altra targa sono riportati i nomi dei partigiani mezzanesi.

#### Corte Bonvisi (Ghiare Bonvisi)
Edificata dai marchesi Bonvisi, che presero possesso dei terreni circostanti agli inizi del XVIII secolo, ospitava un tempo anche un Oratorio benedetto nel 1756 e dedicato a S. Bernardo degli Uberti. È stata rimaneggiata pesantemente nel corso degli anni. Recentemente è stata parzialmente demolita a seguito alla politica di delocalizzazione delle abitazioni in terreni golenali.

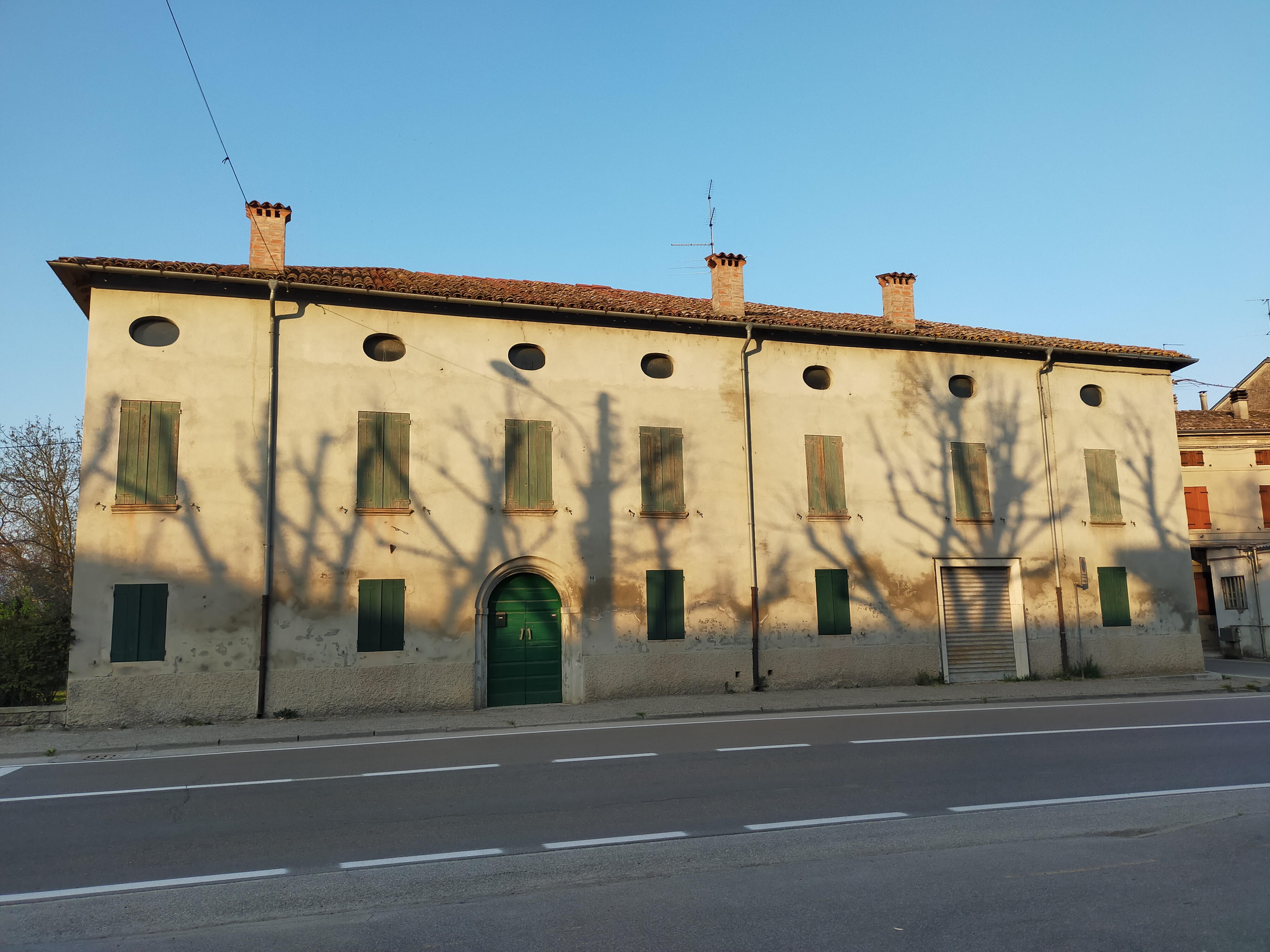
l'antica sede comunale

#### vecchio Palazzo municipale di Mezzani (Mezzano Inferiore)
Ospitò il comune di Mezzani fino al 1886 anno in cui la sede fu trasferita in località Parmetta. La sua localizzazione non baricentrica scatenò le contese tra gli abitanti dei diversi paesi del comune fino alla costruzione del nuovo palazzo municipale a Casale. È conosciuto anche come Farmacia vecchia perché ospitò per diversi anni la farmacia del paese.

### Altro

#### Porto Turistico Fluviale  (Fiume Po - Casale di Mezzani)
Inaugurato il 30 maggio 2009, si tratta di un Porto Fluviale d'importanza provinciale, studiato anche per usi diportistici pubblici e privati.

#### Pista ciclabile Bici Parma Po
Si tratta della principale pista ciclabile della Bassa parmense che si snoda sulla sommità dell'argine destro del Po seguendone il percorso. Da questo tracciato si dipartono poi altre piste secondarie che si inoltrano all'interno della pianura. Si parte da Coenzo al confine con la provincia di Reggio Emilia per arrivare fino al confine con la provincia di Piacenza in prossimità di Polesine Parmense. Nel territorio mezzanese la pista costeggia il percorso della riserva naturale orientata Parma Morta. La ciclovia Bici Parma Po fa parte del circuito EuroVelo 8, percorso che collega Cadice con Atene.

#### Argine di Sant'Antonio (Casale di Mezzani, Mezzano Rondani)
Oggi ridotto a una semplice carrareccia di poco sopraelevata rispetto al piano di campagna, più arretrato dell'attuale, è ciò che resta dell'antico argine del fiume Po dell'epoca in cui i tre Mezzani erano isole del fiume.

### Aree naturali

#### Riserva naturale orientata "Parma Morta"

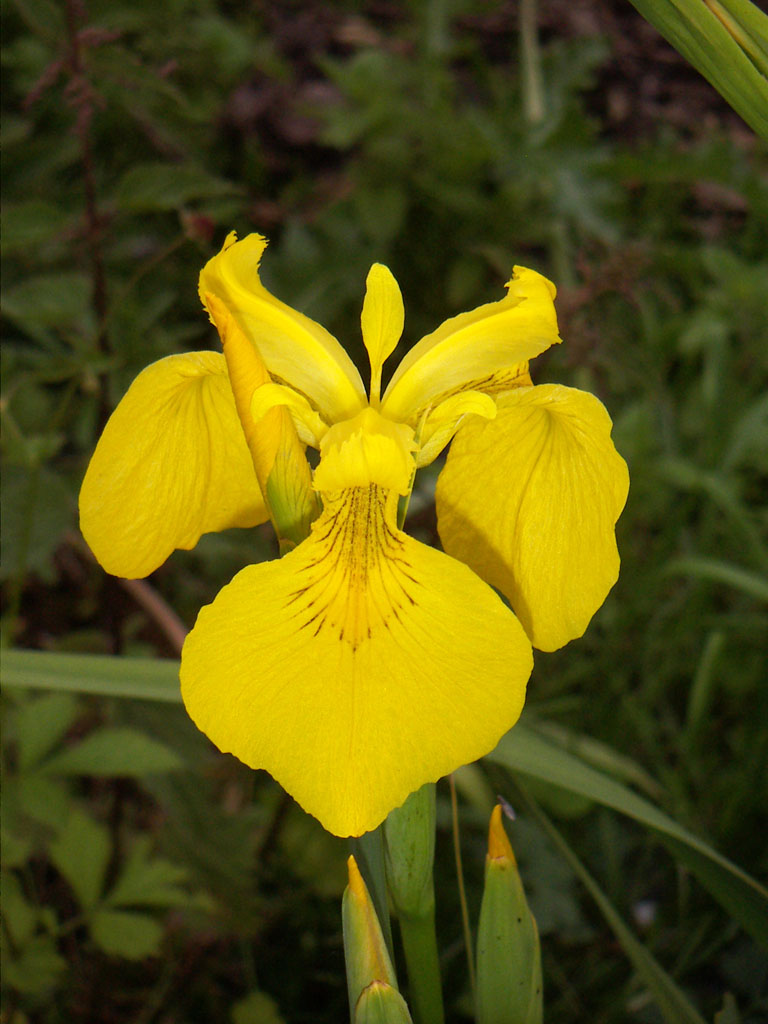
Iris d'acqua

Istituita nel 1990 come riserva naturale regionale, è entrata a far parte in qualità di SIC e ZPS del progetto Rete Natura 2000. È situata lungo l'alveo abbandonato del torrente Parma che fino al XIX secolo confluiva nell'Enza. Dal punto di vista vegetazionale possiamo trovare lungo le sponde le tipiche essenze igrofile come pioppo, salice bianco e ontano mentre all'interno delle acque stagnanti prevale il cariceto. 

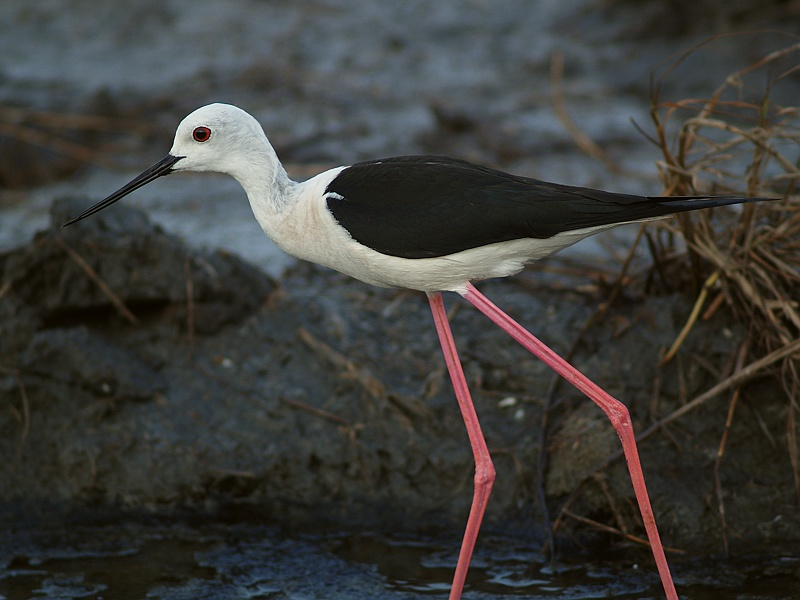
Cavaliere d’Italia

Nelle zone circostanti meno umide si possono osservare specie più spiccatamente mesofile come farnia, ciliegio selvatico, olmo e acero campestre. Importante rifugio per anfibi, rettili e uccelli, vi nidificano alcune delle specie obiettivo della direttiva Uccelli della Comunità Europea. Costituisce un corridoio ecologico tra i torrenti Parma ed Enza e uno degli ultimi ambienti umidi di una pianura fortemente antropizzata.

#### Acquario
All'interno della Riserva naturale orientata Parma Morta è presente il Centro di Cultura Ambientale del fiume Po. Si tratta una casa contadina della golena che ospita l'Acquario Biosfera di Parma. Nelle vasche al suo interno si trovano alcune delle specie ittiche presenti nel bacino del Po, come tinche, pesce gatto americano, luccio italico, siluro, cavedano e granchio di fiume.

## Società

### Evoluzione demografica
Abitanti censiti

### Lingua e dialetti
Oltre alla lingua italiana, a Mezzani non sono ufficialmente riconosciute altre lingue. Il dialetto locale è il Dialetto parmigiano, ma essendo il comune situato al confine con la regione Lombardia, vi si parla un vernacolo contaminato dal casalasco-viadanese.

### Religione
La religione maggiormente praticata nel comune è, come per l'Italia, quella cattolica.
Va tuttavia segnalata la presenza di metodisti a Mezzano Inferiore a partire dal 1863. A seguito dei dissidi intercorsi tra il parroco del tempo e alcune famiglie, queste contattarono alcuni predicatori protestanti e nell'arco di poco tempo prese corpo la nuova comunità religiosa. Questo gruppo un tempo numeroso e influente (disponeva anche di proprie scuole) nel corso del XX secolo andò man mano scemando; tra la fine del XX secolo e gli inizi del XXI secolo è stata rimpolpata dall'arrivo di immigrati stranieri correligionari provenienti dall'Africa.
Don Giovanni Bernini fu parroco di Mezzano Inferiore dal 1929 fino alla morte avvenuta nel 1972. È in corso la sua causa di beatificazione di cui nel 1997 è terminata positivamente la fase diocesana. Fu uno dei sacerdoti a cui si ispirò lo scrittore Giovannino Guareschi, per la creazione del personaggio letterario di don Camillo.
Il comune di Mezzani gli ha dedicato una via e la sala civica di Mezzano Inferiore.

### Tradizioni e folclore
- La "Fasagna"

Si tratta di un tradizionale rito propiziatorio per i raccolti delle campagne che si celebra la sera del 5 gennaio. Viene allestita una catasta con legname, residui di potature e altro materiale di scarto cui viene dato fuoco dopo il tramonto. Mentre il falò arde, i partecipanti girano attorno al fuoco recitando la seguente filastrocca:

## Cultura

### Media

#### Televisione
Alcune scene della mini serie televisiva La certosa di Parma sono state girate sulle rive del Po nel comune di Mezzani.

### Cinema
Il film cortometraggio dedicato alla Resistenza partigiana, Vercinge, ambientato nella Mezzani del 1944, riporta in luce i drammi della guerra civile vissuti nella Bassa parmense. Diretto da Matteo Macaluso, è stato riconosciuto come Miglior film cortometraggio 2010 del MArteLive festival di Roma.
Nel 2021 sono state girate a Mezzani diverse scene del cortometraggio C'erano due ragazzi. Due partigiani sempre diretto dal regista Matteo Macaluso. Il filmato narra le vicende dei partigiani Bruno Bocconi di Mezzano Inferiore e Mirko Andreoli di Coenzo morti nel 1945 ed entrambi insigniti della medaglie d'oro al valor militare.

### Musica

#### Concerto Cantoni
A Casale di Mezzani nella seconda metà del XIX secolo venne fondato il concerto Cantoni, formazione musicale popolare che divenne celebre tra la provincia di Parma e zone limitrofe. Alcuni dei componenti di questo gruppo diedero a loro volta vita ad altre famose formazioni musicali.
Uno di questi fu il maestro Pinazzi che agli inizi del 900 a Bocca d'Enza fondò l'omonimo concerto a fiato. A differenza del concerto Cantoni si dedicò principalmente alla musica folkloristica e da ballo.

#### Mezzabanda
È un’associazione bandistica nata nel 2013 ad opera di Marco Pierobon, docente di tromba presso i conservatori di Bolzano e Reggio Emilia e attuale direttore del gruppo.  La banda è affiancata da una scuola di musica riconosciuta dalla regione Emilia-Romagna.

### Cucina
Tra i piatti tipici e prodotti della zona, si segnalano:
- Tortelli di erbette
- Tortej dols
- Tortello verde alle ortiche
- Salame gentile
- Culatello
- Parmigiano-Reggiano
- Anolini

### Eventi

#### Attuali
- Autunno Musicale Mezzanese, rassegna musicale che si articola in diversi concerti tenuti da novembre a dicembre nelle frazioni di Mezzani. I generi proposti variano dalla musica classica, al jazz, alla musica da camera per terminare con uno spettacolo bandistico. Tra gli artisti partecipanti alle varie edizioni si possono citare: Fabrizio Bosso, Julian Oliver Mazzariello, Tatiana Larionova, The Bass Gang, Davide Cabassi, Silvia Leggio, Gianluca Scipioni, Aemme Duo, Mauro Carra, Gomalan Brass Quintet, Tiger Dixie Band, Saxofollia, Paolo Cevoli[50][51][52].
- Un Po di sport

#### Passati
- Al gir d'la cova dal gozén, manifestazione gastronomica, sportiva e ricreativa che si teneva a Mezzano Inferiore gli anni dispari, quelli pari a Sorbolo. La manifestazione, nata nel 2005 si svolgeva nel mese di gennaio, era curata dalle associazioni di volontariato locali, era luogo dove si potevano degustare i tipici piatti con menù a tema a base di maiale, compresi gli insaccati della Bassa parmense[53][54]. Sospesa in occasione della pandemia Covid-19 la manifestazione non è più stata riproposta.

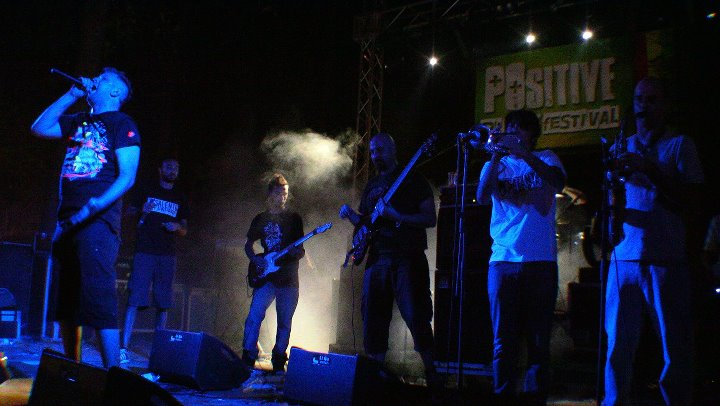
I Boomdabash in concerto al Positive River Festival (2011)

- Tra il 2010 e il 2012, si sono svolti, presso il Porto Turistico Fluviale di Mezzani, le prime tre edizioni del Positive River Festival[55], rassegna musicale dedicata alle "nuove scene" reggae e hip hop italiane, trasferitosi dall'edizione 2013 a Campegine e dal 2017 all'Arena Campovolo di Reggio Emilia. Nel corso delle prime tre edizioni svolte a Mezzani, il festival, ha visto la partecipazione di artisti e deejay importanti sulla scena nazionale come Train To Roots, Clementino, Turi, Boomdabash, Raphael & The Eazy Skankers, Vitowar, DJ Double S, Mellow Mood, Esa-FunkyPrez, Dank, Dhap, DJ T-Robb, Rootical Foundation, Arrokibi Roots, Sun Sooley, Piero Dread, Cico (Aretuska) e molti altri.

## Geografia antropica

### Urbanistica
I quattro principali centri abitati sorsero in corrispondenza di altrettante ex isole fluviali. La prima a formarsi fu quella di Casale, dove già nel XII secolo era presente una chiesa. Successivamente nacquero quella corrispondente all'attuale Mezzano Superiore e dopo il 1306 l'isola su cui sorse Mezzano Inferiore. Mezzano Rondani fondato inizialmente sulla sponda cremonese, nel XV secolo verrà a trovarsi su un'isola fluviale poi saldata con la sponda parmense.
I territori di Mezzano Superiore e Inferiore furono per secoli sotto la giurisdizione del Vescovo di Parma
. Questi diede le nuove terre dei Mezzani in enfiteusi alle famiglie di contadini che si fossero impegnati a coltivarle. L'enfiteusi è un contratto di lunga durata che prevede canoni ridotti in cambio del miglioramento delle terre date in concessione, nel medioevo era pertanto tipico dei terreni marginali appena conquistati alla coltura e di cui si volesse favorire il popolamento.

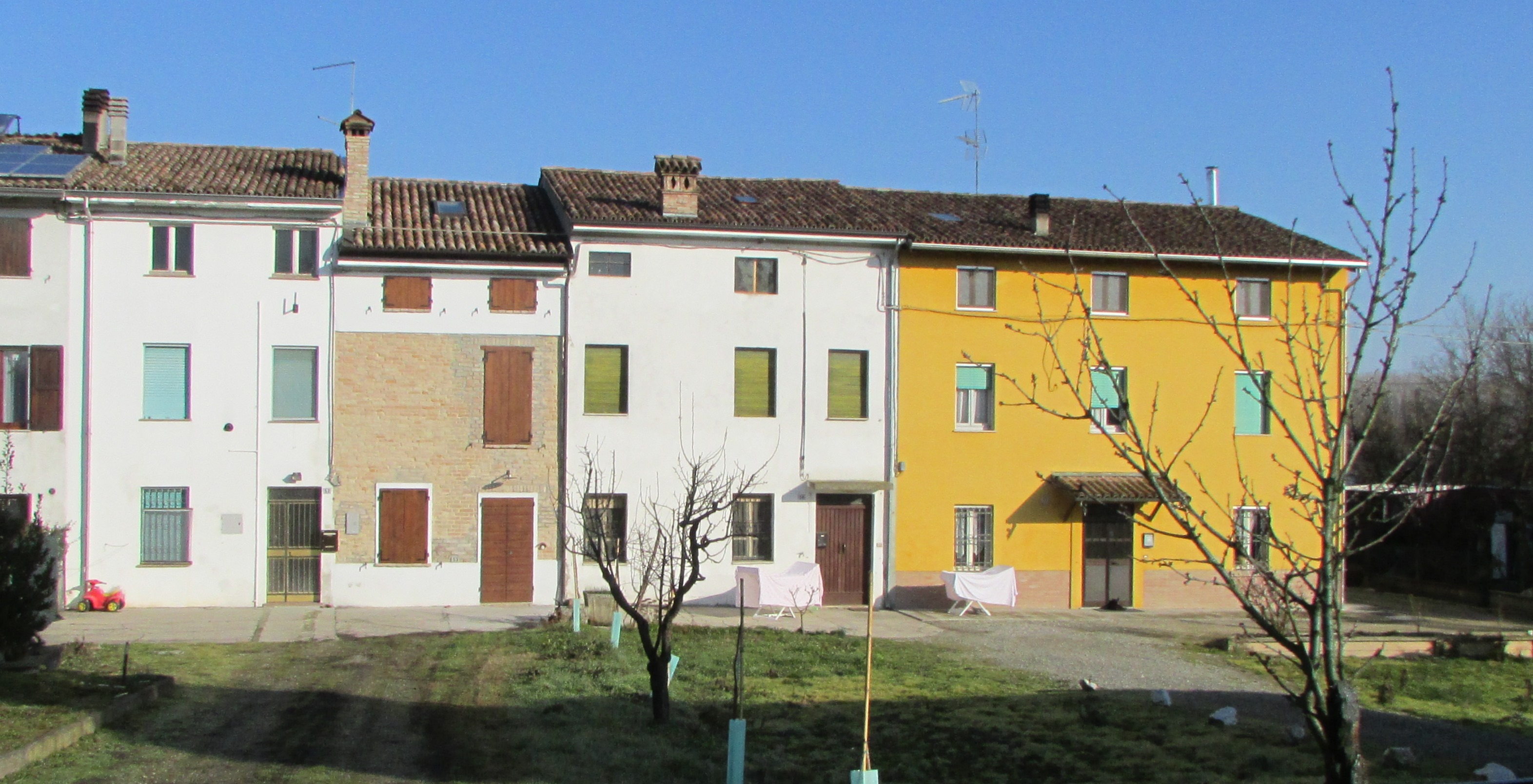
case a schiera rurali

Le prime dimore sorsero sui terreni più elevati delle ex isole nei pressi dell'attuale strada provinciale. Come in altri centri lungo le rive del Po troviamo una caratteristica conformazione allungata; le abitazioni si snodano lungo una strada sinuosa che ricalca le antiche anse del fiume. Si tratta di un insediamento lineare parallelo al corso d’acqua, una delle due tipiche conformazioni dei centri abitati in aree fluviali. Questo tipo di struttura urbana nasce solitamente in corrispondenza di dossi fluviali o di un argine che lo riparano dalle inondazioni. Si tratta insediamenti aperti e non fortificati; ne sono un tipico esempio i paesi di Dosolo, Sustinente e Revere. La particolarità del tracciato lineare è ancor più marcato quando come nei Mezzani il popolamento fu operato da un latifondista con la pratica dell'enfiteusi. Un caso simile si ha anche nella vicina Sanguigna dove il proprietario terriero era il monastero di San Giovanni.
Col passare del tempo le originarie abitazioni saranno ampliate, aggiungendo via via nuove porzioni laterali per ospitare le famiglie dei figli o dei fratelli. Si verranno a formare delle caratteristiche case a schiera rurali tipiche dei centri abitati. In aperta campagna saranno invece edificate abitazioni con la porta morta. Si tratta di una tipologia diffusa in tutta la pianura emiliana occidentale in cui un grande portico aperto sia anteriormente che posteriormente collega e separa la porzione dell'edificio in cui risiedono il contadino e la famiglia da quella che ospita stalla e fienile. Nei secoli passati, nei paesi di Mezzani non venne creata una piazza centrale come in centri vicini quali Colorno, Brescello, Pomponesco. Se si esclude quella di Mezzano Superiore, tutte le attuali piazze risalgono solo al XX secolo. L'assenza di un feudatario legato al territorio, interessato a realizzare architetture che dessero lustro alla casata nonché la frammentazione della proprietà privata, impedirono l'attuazione di un assetto urbanistico unitario.
Gli unici interventi urbanisitici e paesaggistici di un certo rilievo furono la costruzione del Palazzo del Vescovo a Mezzano Superiore ad opera di Ferdinando Farnese, la corte Bonvisi alle Ghiare con il disegno di strade e sistemazione razionale del territorio circostante ancora oggi visible. Non va dimenticata la regimazione dei canali mezzanesi ad opera dell'ingegnere Smeraldo Smeraldi: si possono visionare ancora oggi tutte le carte dettagliate del territorio mezzanese da lui realizzate nel corso dei suoi lavori.
Negli ultimi decenni la tendenza a spostarsi dai maggiori centri urbani verso i centri nelle immediate vicinanze, che offrono minori costi degli immobili e migliori condizioni ambientali, ha portato a Mezzani una discreta espansione edilizia. Il comune ha redatto delle linee guida per regolamentare lo sviluppo delle nuove aree edificabili. Tali direttive prevedono che le nuove lottizzazioni siano progettate come completamento o ingrandimento dei centri urbani presenti piuttosto che seguire in modo nastriforme le strade come in passato.

## Economia

### Agricoltura
Il territorio di Mezzani è attraversato da fiumi e canali che garantiscono un facile approvvigionamento idrico, il loro apporto di sedimenti fluviali nel corso dei secoli ha contribuito a incrementare la fertilità dei terreni circostanti.

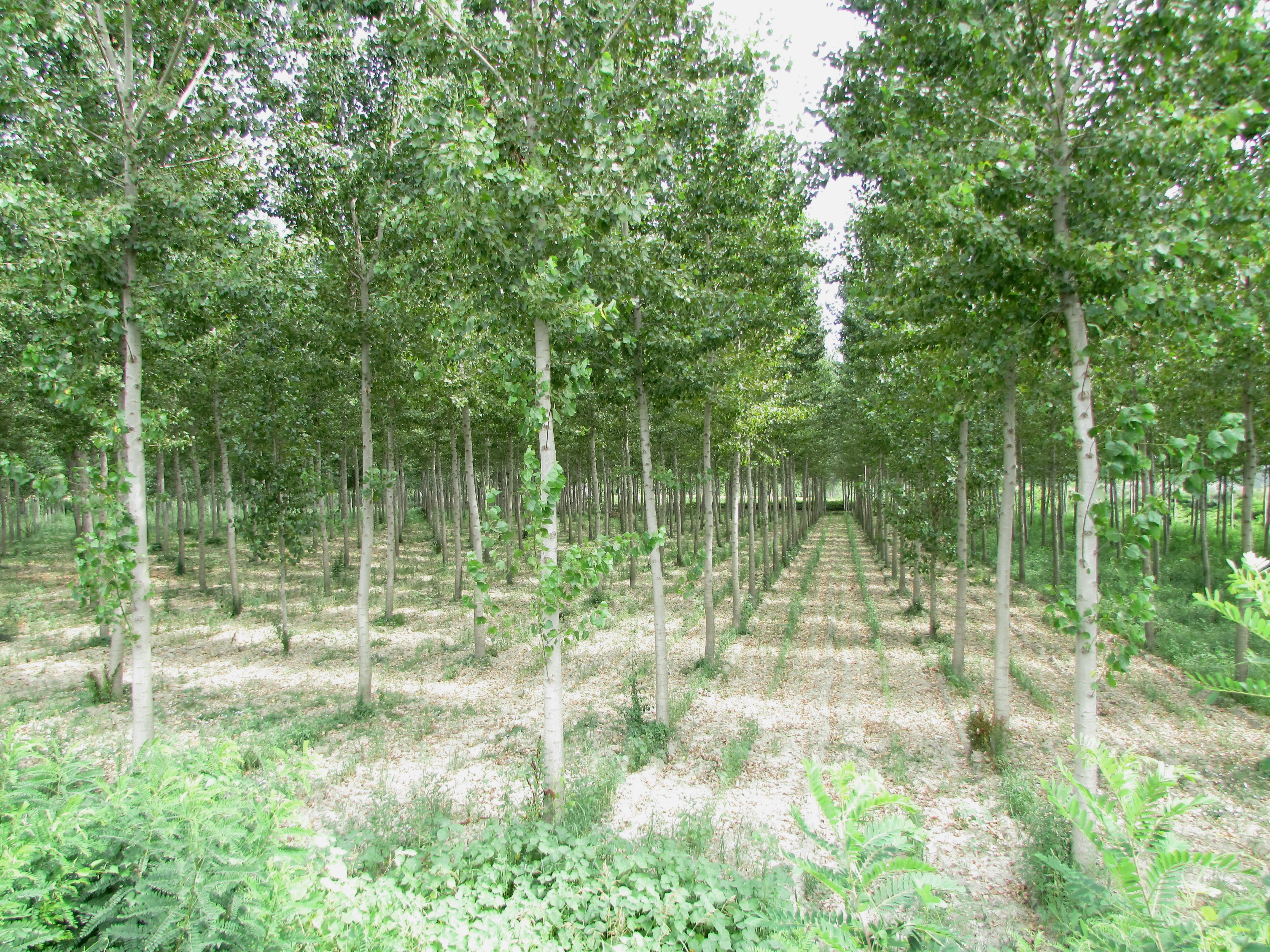
Un pioppeto nella golena mezzanese

Le coltivazioni tipiche del territorio sono cereali (granoturco, frumento, orzo), foraggi (tipicamente erba medica) e colture specializzate per l'industria alimentare quali barbabietola da zucchero
, pomodoro, soia. A livello ortofrutticolo sono diffuse le coltivazioni di cipolla, melone e cocomero.
La viticoltura, seppure come coltura promiscua, fu notevolmente diffusa fino alla fine degli anni 70; in seguito è stata progressivamente abbandonata. Veniva utilizzato l'impianto a pergola doppia che garantiva produzioni abbondanti ma di scarsa qualità con l'impiego di molta manodopera. A seguito della modernizzazione del comparto viticolo, del mutamento del mercato che richiedeva minori quantità ma maggiore qualità dei vini, si preferì dismettere le vecchie vigne invece di investire in impianti più razionali come avvenne nella vicina pianura reggiana.
Molto diffusa è la pioppicoltura industriale, questa interessa come monocoltura la totalità delle golene aperte e marginalmente le aree limitrofe con terreni limosi o sabbiosi. Fino a metà del XX secolo nella zona inondabile dal fiume Po era invece presente il bosco naturale, sfruttato come ceduo o fustaia. Oggi la coltura è condotta con criteri intensivi e finalizzata alla produzione di materiale legnoso di qualità per la trasformazione industriale. Negli ultimi anni la coltivazione del pioppo ha però conosciuto un certo declino, dovuto sia alla concorrenza del prodotto estero sia alla comparsa di nuove problematiche fitosanitarie.
Fino al XIX e al XX secolo erano diffuse anche la risicoltura, la coltivazione del tabacco e della canapa nonché l'allevamento dei bachi da seta. 
Il riso fino alla seconda metà dell'800 occupava i terreni argillosi a sud di Casale che, da sempre afflitti dal problema del ristagno idrico, risultavano idonei a questa coltura. La risicoltura fu poi abbandonata anche grazie al miglioramento delle opere di bonifica operato a inizio del XX secolo.
Sono presenti sul territorio diverse aziende con bovini allevati principalmente per la produzione del formaggio Parmigiano-Reggiano.

### Industria e artigianato

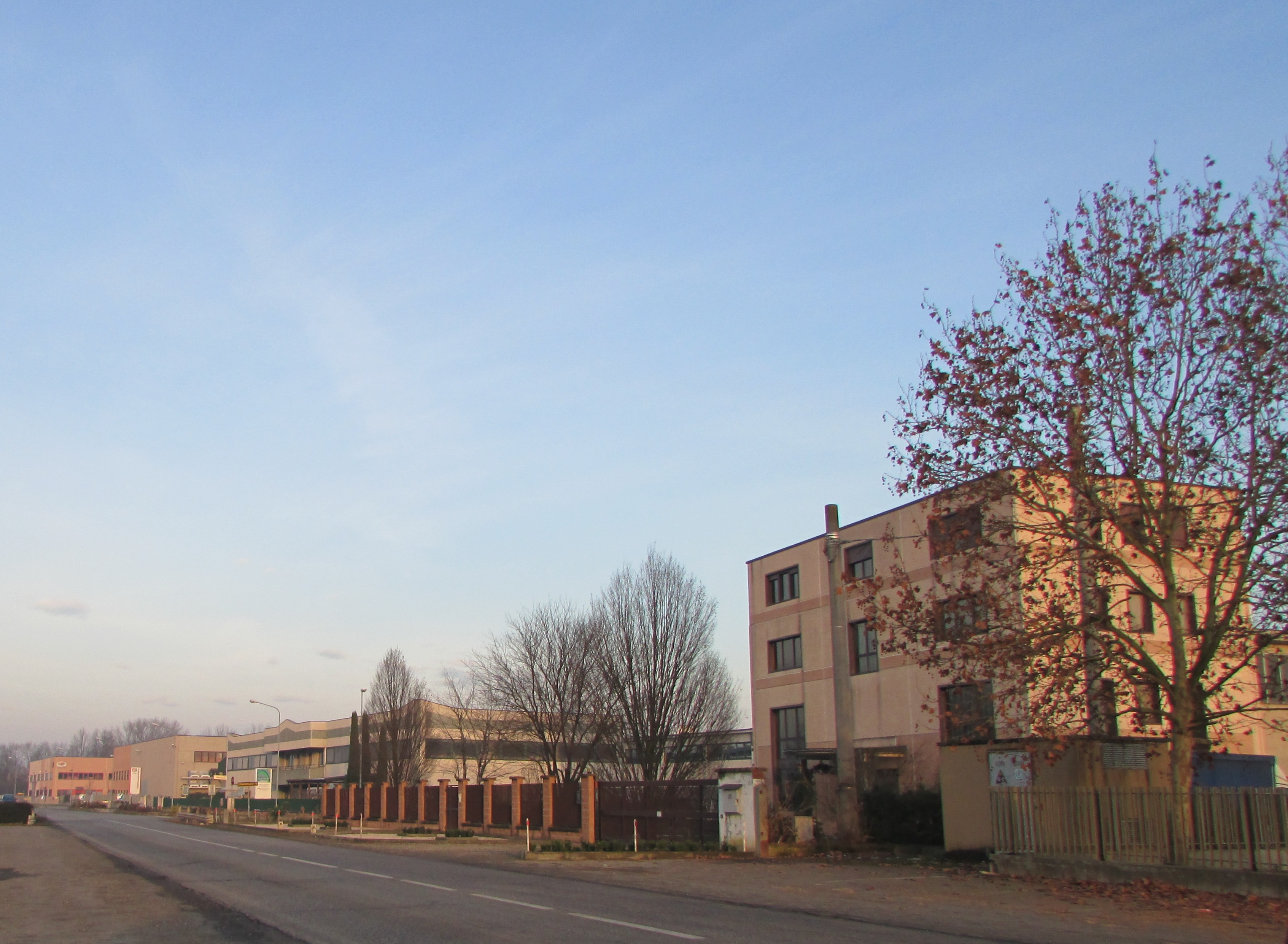
L'area produttiva di Casale

L'economia locale è stata per lungo tempo legata principalmente al settore primario. Anche le prime imprese che sorsero riguardarono in gran parte la lavorazione e la commercializzazione dei prodotti agricoli locali.
I boschi golenali furono sempre una grossa risorsa per Mezzani, per questo diverse delle prime attività erano legate alla trasformazione e alla commercializzazione del legname. Una particolarmente manifattura legata al territorio era la produzione delle fascere (in dialetto fassèri) per il formaggio Parmigiano-Reggiano realizzate col legno tenero del pioppo fino alla seconda metà del XX secolo.
La prima vera attività industriale fu impiantata a Mezzano Inferiore dopo la prima guerra mondiale da Angelo Fantini; egli edificò una fornace di laterizi nella località che ancora oggi porta tale nome.  L'azienda però nel 1930 venne trasferita nella vicina Viadana.
Si dovette attendere il secondo dopoguerra per vedere impiantare delle nuove attività propriamente industriali; tra cui un macello avicolo, uno stabilimento enologico e un'industria chimica per la produzione dell'enocianina a Mezzano Inferiore e un'attività di trasformazione del legno a Mezzano Superiore.
Fu tuttavia solo negli anni 80 che vennero realizzate le prime vere e proprie aree industriali/artigianali a Casale e Mezzano Inferiore. Tra la fine degli anni 90 e i primi anni 2000 si è particolarmente sviluppata l'area produttiva di Casale, grazie alla sua posizione, all'incrocio tra le strade provinciali Parma – Mezzani che l'attraversano in direzione nord-sud e la provinciale padana orientale che lambisce a nord l'abitato, a poco più di 10 km da Parma e dal suo casello autostradale. Qualche chilometro a sud dell'insediamento è stato realizzato inoltre un primo tratto della Cispadana, asse stradale di importanza regionale che da Piacenza attraverserà tutta la zona a nord della regione per giungere fino alla provincia di Ferrara.

## Infrastrutture e trasporti

### Strade
Il comune è attraversato da:
- Strada Provinciale 34 - Padana orientale
- Strada Provinciale 72 - Parma – Mezzani
- Strada Provinciale 118R - Si tratta del primo stralcio della Cispadana in provincia di Parma completato nel 2009[82][83].

### Ferrovie
Mezzani è servito dalla stazione di Mezzani-Rondani, posta sulla ferrovia Brescia-Parma.

### Mobilità urbana
Il comune è collegato col capoluogo provinciale da 4 linee extraurbane della società di trasporti TEP di cui Mezzano Inferiore è il capolinea: 158 – 166 – 167 – 168, è inoltre collegato tramite la linea 176 con San Secondo Parmense.

## Amministrazione
| Periodo         | Periodo          | Primo cittadino       | Partito      | Carica  | Note |
| --------------- | ---------------- | --------------------- | ------------ | ------- | ---- |
| 1946            | 1964             | Guido Belli           |              | Sindaco |      |
| 1964            | 1965             | Rinaldo Pardini       |              | Sindaco |      |
| 1965            | 1970             | Egisto Melioli        |              | Sindaco |      |
| 1970            | 1973             | Guglielmo Bertolotti  |              | Sindaco |      |
| 1973            | 1981             | Gianfranco Bertolotti |              | Sindaco |      |
| 1981            | 1985             | Aurelio Melloni       |              | Sindaco |      |
| 1985            | 4 giugno 1986    | Leonardo Puelli       |              | Sindaco |      |
| 17 ottobre 1986 | 4 giugno 1990    | Giuliano Vernizzi     | Indipendente | Sindaco |      |
| 4 giugno 1990   | 24 aprile 1995   | Paolo Reverberi       | PDS-PCI      | Sindaco |      |
| 24 aprile 1995  | 14 giugno 1999   | Paolo Reverberi       | Sinistra     | Sindaco |      |
| 14 giugno 1999  | 14 giugno 2004   | Meuccio Berselli      | Lista civica | Sindaco |      |
| 14 giugno 2004  | 8 giugno 2009    | Meuccio Berselli      | Lista civica | Sindaco |      |
| 8 giugno 2009   | 31 dicembre 2018 | Romeo Azzali          | Lista civica | Sindaco |      |

### Gemellaggi
- Viriat (a seguito fusione con Sorbolo)

## Sport

### Calcio
Nei pressi del municipio sorge il campo da calcio in cui disputa le proprie gare interne la squadra Mezzani S.C. che milita nel girone D di Seconda Categoria..

### Ciclismo
- Coppa Franco Quagliotti

Gara ciclistica che si tiene a Mezzano Inferiore attualmente per la categoria allievi e nelle edizioni passate per la categoria élite/under 23. La competizione si tenne per la prima volta nel 1964 e venne intitolata a Franco Quagliotti, un ciclista mezzanese scomparso prematuramente. Un tempo la gara si teneva nel mese di aprile e si è disputata ininterrottamente fino alla fine degli anni '80. È stata successivamente riproposta a partire tra il 2001 e il 2015 nel mese di luglio grazie al supporto fornito dall'associazione ciclistica Gruppo Sportivo Parmense e da un gruppo di volontari e appassionati di ciclismo del paese. Nel 2018 la gara è stata nuovamente riproposta grazie al supporto della Scuola di ciclismo Parma A.S.D. grazie al supporto fornito dall'associazione ciclistica Gruppo Sportivo Parmense
Il percorso da compiere consta di un percorso di 6 km da ripetere 22 volte. Una parte di questa corsa si svolge sulla sommità dell'argine maestro che fino all'anno 2000 era in ghiaia e ciò la rendeva particolarmente difficoltosa e a rischio di forature, anche per questo veniva considerata una competizione 'eroica'. Tra i vincitori delle passate edizioni si possono citare Giacomo Nizzolo, Francesco Reda, Manuel Belletti e Luciano Armani.
- Golena Bike

È una competizione di mountain bike che si tiene nel mese di gennaio a Casale. Il percorso si snoda in gran parte su percorso non asfaltato nella golena del fiume Po tra carrarecce, argini e boschi, attraversando per un tratto anche la riserva naturale Parma Morta per un totale di 11 km